# Милле, Джон Эверетт
Сэр Джон Э́веретт Милле́, Ми́ллес, Милле́й (англ. Sir John Everett Millais, брит.: /ˈmɪleɪ/; 8 июня 1829, Саутгемптон — 13 августа 1896, Лондон) — английский живописец и график, один из основателей и главных представителей Братства прерафаэлитов. Академик (с 1863; ассоциированный член с 1853) и президент (с 1896) Королевской академии художеств в Лондоне; президент Королевского общества художников в Бирмингеме (1881—1882). Кавалер ордена Почётного легиона (1882), был пожалован рыцарством и произведён в баронеты королевой Великобритании Викторией (в 1885).

## Биография
Милле родился в Саутгемптоне и начал учиться рисованию девяти лет от роду. В 1838 году, когда стали очевидными его способности, семья перебралась в Лондон.

### Академия, Братство прерафаэлитов
В декабре 1840 года в возрасте 11 лет Милле поступил в Королевскую академию художеств, став самым молодым студентом за всю историю академии. В академии Джонни проучился шесть лет. В 1843 году он получил серебряную медаль за рисунок. К пятнадцати годам он уже прекрасно владел кистью. В 1846 году его историческая картина «Писарро берёт в плен перуанских инков» была отобрана для летней выставки академии. В итоге критика признала её лучшей на всей академической выставке того года.
В следующем году получил золотую медаль за картину «Нападение колена Вениаминова на дочерей Силоама». В 1848 году на одной из выставок Милле знакомится с Холманом Хантом и Данте Габриэлем Россетти и вместе с ними основывает Братство прерафаэлитов.
Его ранние работы характеризуются значительной детализацией, в частности картина «Христос в родительском доме» (англ. Christ In The House Of His Parents, 1850, Лондон), которую сочли излишне реалистичной и в газете «Таймс» окрестили как «возмутительную». Однако Милле это не смутило, и он продолжал своё творчество среди прерафаэлитов. На самом деле техническое совершенство картин Милле сразу выделило его среди других живописцев, поэтому работы Милле всегда принимали на выставках академии, какими бы радикальными они ни были. Его также поддержал критик Джон Рёскин, который сразу увидел в Милле выдающийся талант.
Летом 1853 года Рёскин и его жена Эффи пригласили Милле отправиться вместе на лето в Гленфинлас. Милле и Эффи полюбили друг друга и после её скандального развода с Рёскином поженились.

### После распада братства
Женитьба изменила Милле: для поддержания семьи он должен был создавать картины быстрее и в большем количестве, а также дорого продавать их. Милле полностью отрёкся от взглядов и идей прерафаэлитизма: в частности, картину «Сэр Изюмбрас» (1857), где художник сильно отошёл от прерафаэлитской техники, Рёскин назвал «даже не неудачей, а катастрофой». Взамен Милле обрёл огромную популярность и огромное состояние, зарабатывая до 30 тыс. фунтов в год. Он сделался портретистом, отчасти пейзажистом (причём пейзажи Милле рисовал не на заказ, а как хобби — для себя) и стал первым английским художником, получившим титул баронета (в 1885). В 1896 году, сменив умершего лорда Лейтона, Милле был избран президентом Королевской академии художеств. На портретах Милле изображает, как правило, людей известных, занимающих высокие общественные посты.
В 1885 году Милле был награжден наследственным титулом баронета.
В настоящее время Милле относится к числу самых любимых англичанами художников середины XIX века.
Наиболее известная картина — «Офелия» (англ. Ophelia, 1851–1852), где изображена возлюбленная Россетти Элизабет Сиддал. Другая известная картина «Спелая вишня» («Cherry Ripe», 1879, ныне — частное собрание), изображающая четырёхлетнюю девочку в костюме Пенелопы Бутби, основана на полотне Джошуа Рейнолдса. Она не только пользовалась успехом у обывателей, но и породила большое количество подражаний, копий и даже карикатур.

## Картины
- 1848 — «Смерть Ромео и Джульетты» / The Death of Romeo and Juliet) (Художественная галерея Манчестера, )
- 1848-49 — «Изабелла» / Isabella
- 1850 — «Христос в родительском доме» / Christ In The House Of His Parents (Галерея Тейт, Лондон, )
- 1851 — «Мариана» / Mariana
- 1852 — «Офелия» или «Смерть Офелии»[2] / Ophelia (галерея Тейт, Лондон, )
- 1856 — «Осенние листья» / Autumn Leaves
- 1862 — «Верь мне» / Trust Me
- 1868 — «Ванесса» / Vanessa
- 1871 — «Детство Рэли» / The Boyhood of Raleigh
- 1873 — «Дрова на зиму» / Winter Fuel (Художественная галерея Манчестера, )
- 1873 — «Портрет Эффи Милле» / Portrait of Effie Millais
- 1874 — «Северо-Западный проход» / The North-West Passage (Галерея Тейт, Лондон)
- 1875 — «Октябрьский холод» / Chill October (коллекция Эндрю Ллойда Уэббера, )
- 1886 — «Мыльные пузыри» / Bubbles (Художественная галерея леди Левер, Ливерпуль, )